# 御選宋金元明四朝詩
《御選宋金元明四朝詩》，簡稱《四朝詩》、《御定四朝詩》，為清朝官修詩歌總集，由康熙帝敕命張豫章等人編纂，收錄宋、金、元、明四朝詩作，康熙四十八年（1709年）成書進御，共三百十七卷，每朝代首先詳敘所收作者的姓名、官爵、鄉里。編排以皇帝御製詩為首，依次為四言詩、樂府歌行體、古體詩、律詩、絕句、六言詩、雜言詩。以體裁分別編列。

## 參與編修人員
《御選宋金元明四朝詩》卷首〈纂選官人員〉詳列姓名與官銜。
- 纂選官：張豫章、魏學誠、吳昺、陳至言、陳璋、王景曾
- 錄選官：吳士玉、錢榮世、張大受、陳鵬年、陳王謨、顧嗣立、莊楷、鄒弘志、田廣運、沈寅、沈經、范聖文、談汝龍、汪泰來、劉上駟、潘秉鈞、高位、丁圖南、董永朝、鄭韻、陸淹、江弘文
- 校刊官：王景曾
- 校勘官：蔡升元、楊瑄、查昇、陳壯履、錢名世、張廷玉、汪灝、查慎行、陳邦彥

## 格式
- 四部類目：集部，總集類，斷代之屬。
- 現存版本：康熙四十八年武英殿刊本。
- 卷數：三百十七卷。其中分為：
  - 〈御選宋詩〉七十八卷、姓名爵里二卷，選錄詩家812人。
  - 〈御選金詩〉二十五卷、姓名爵里一卷，選錄詩家321人。
  - 〈御選元詩〉八十一卷、姓名爵里二卷，選錄詩家1197人。
  - 〈御選明詩〉一百二十卷、姓名爵里八卷，選錄詩家3400人。
- 冊數：六十冊。
- 裝訂：線裝。
- 版面：每頁面十一行，每行二十一字。行格左右雙邊烏絲欄，板心花口、逆魚尾，中縫上記「御選某朝詩」，下為卷次、頁次。